# دومنیکو سوریانو
دومنیکو سوریانو (انگلیسی: Domenico Suriano؛ زادهٔ ۳۰ مهٔ ۱۹۸۸) بازیکن فوتبال اهل ایتالیا است.